# Illegitimi non carborundum

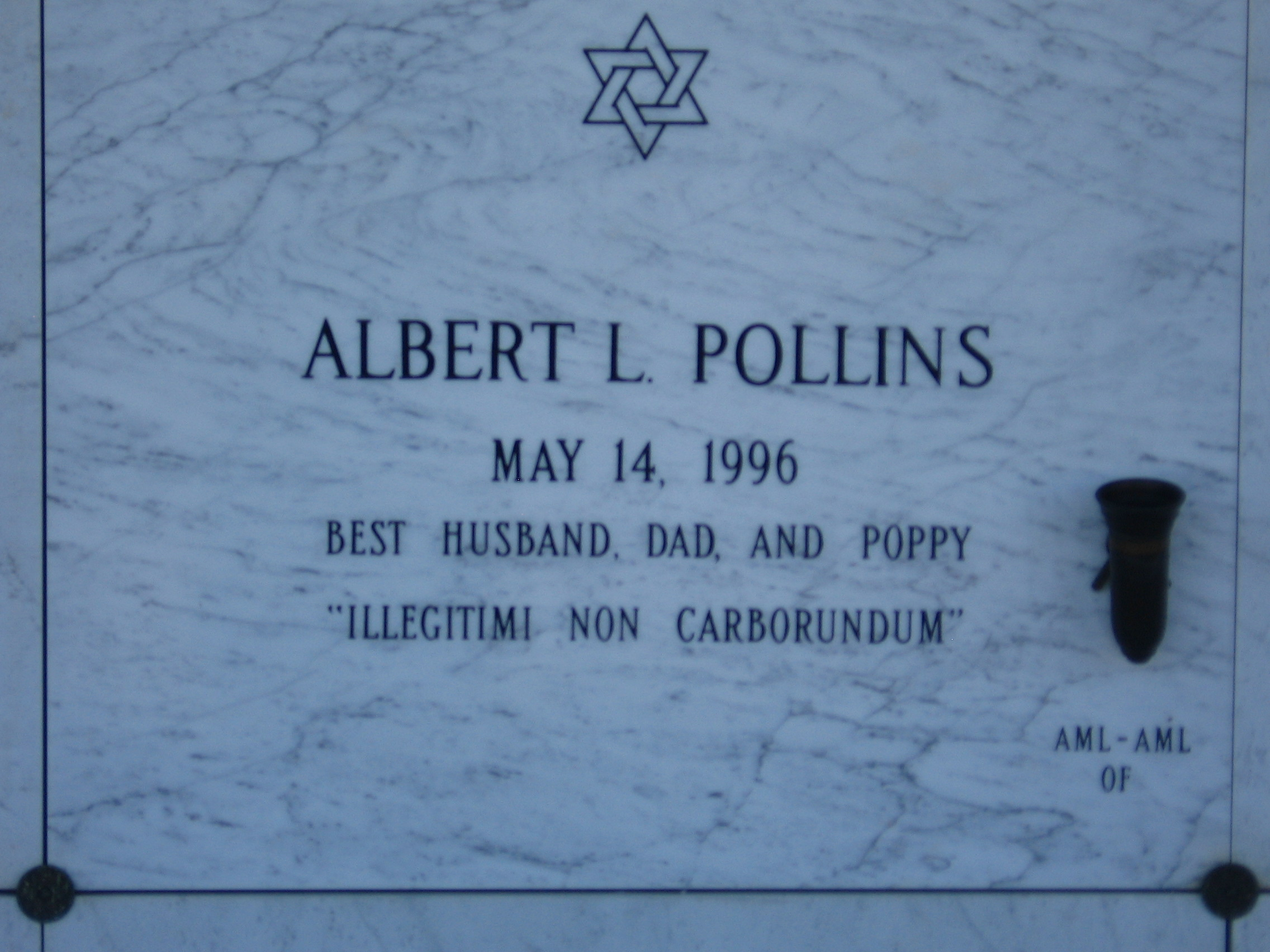
L’aphorisme latin, gravé sur une pierre tombale.

Illegitimi non carborundum est un aphorisme en latin de cuisine, mélangeant du latin et de l’anglais dans un agencement bâtard, volontairement sans égard pour la grammaire, dans un but humoristique. La phrase signifie grossièrement « ne laissez pas les salopards vous broyer » ou « ne laissez pas les scélérats vous opprimer ». Dans une forme correcte de latin, l’expression serait noli pati un scelestis opprimi.

## Construction
Cet aphorisme est une construction moderne américaine de latin de cuisine,, c’est-à-dire qu’il est issu d’un mélange d’anglais et de latin. Le mot illegitimi est le pluriel de illegitimus, se traduisant par « illégal » ou « hors-la-loi », très proche de l’anglais illegitimate, « illégitime ». Non marque la négation. Enfin, carborundum est le mot sur lequel repose l’essentiel du ressort humoristique de la phrase. En anglais, ce terme existe et désigne le carbure de silicium,,. Dans la phrase, ce mot endosse le rôle de verbe et sa structure terminale en -ndum ressemble au cas latin du gérondif exprimant l’obligation (comme dans le mot latin agenda, issu du verbe agere, « faire », auquel la terminaison apporte le sens final « ce qui doit être fait »). Du fait des propriétés du carbure de silicium, l’aphorisme Illegitimi non carborundum peut donc se traduire par « ne laissez pas les illégitimes vous écraser/broyer/décaper/pulvériser » selon l’interprétation. Culturellement, c’est dans le sens « ne laissez pas les salopards vous broyer » (« don't let the bastards grind you down »,,,) qu’il est retenu.

## Histoire
Cet aphorisme est apparu durant la Seconde Guerre mondiale. Le lexicographe Eric Partridge en attribue la paternité aux services de renseignement de l’armée britannique, lors des prémices de la guerre (l’aphorisme était alors composé d’illegitimis à l’ablatif pluriel, donnant une phrase grammaticalement plus correcte). Par la suite, le général Stilwell de l’armée des États-Unis s’appropria cet aphorisme et en fit sa devise pour le restant de la guerre,. Elle fut plus tard popularisée par Barry Goldwater, candidat aux élections présidentielles américaines de 1964.

## Variantes
Il en existe de nombreuses variantes, comme illegitimis non carborundum, nil illegitimi carborundum ou encore noli illegitimi carborundum. Ces variantes utilisant carborundum comme verbe ne peuvent être du vrai latin. Leur sens reste similaire.

## Dans la culture populaire
- La phrase latine apparaît dès 1958 dans le premier roman d’Alan Sillitoe, Saturday Night and Sunday Morning.
- Nolite te bastardes carborundorum apparaît dans le roman La Servante écarlate de Margaret Atwood sorti en 1985[6]. Cette même phrase est également présente dans la série télévisée adaptée de ce roman[6].
- Nil carborundum illegitimi apparaît sur une note manuscrite à la fin du premier épisode de la mini-série Anatomie d'un scandale adaptée du roman homonyme de Sarah Vaughan et réalisée par David E. Kelley et Melissa James Gibson pour Netflix.